# 세드리크 빌라니
세드리크 빌라니(프랑스어: Cédric Villani, 1973년 10월 5일~)는 프랑스의 수학자이다. 빌라니는 2010년에 열린 세계 수학자 대회(ICM)에서 동료 학자인 스타니슬라프 스미르노프, 엘론 린덴스트라우스, 응오바오쩌우와 함께 수학의 노벨상이라고 불리는 필즈상을 수상했다.

## 학력
- ~1990년:루이르그랑 고등학교 (졸업)
- ~1996년:에콜 노르말 쉬페리외르 (석사)
- ~1998년:파리 도핀 대학교 (박사)

## 주요 업적
빌라니는 2008년 3월 동료 수학자인 클레망 무오와 함께 "비균질적인 볼츠만 방정식의 정칙성(Regularity) 문제"에 뛰어들어, 1년 9개월 뒤인 2009년 12월에 "무오-세드리크 정리"를 완성시킨 것이 가장 유명한 업적이다. 이 정리를 통해, 러시아의 물리학자이자 1962년 노벨 물리학상 수상자인 레프 다비도비치 란다우가 제시한 "란다우 감쇠"를 수학적으로 입증해 내는 업적도 세웠다.

## 주요 저서
- 살아있는 정리, 세드리크 빌라니 지음.

## 같이 보기
- 피에르루이 리옹
- 스타니슬라프 스미르노프
- 엘론 린덴스트라우스
- 응오바오쩌우
- 필즈상